# Acoplamiento (probabilidad)
En teoría de la probabilidad, un acoplamiento es una técnica que permite comparar dos variables aleatorias X e Y, no relacionadas, mediante la creación de un vector aleatorio W cuyas distribuciones marginales corresponden a X eY respectivamente. 
La elección W suele no ser única. La idea de "acoplar" consiste en hacer esa elección de manera que X eY se relacionen de una manera conveniente. 

## Definición
Sean {\displaystyle X_{1}} y {\displaystyle X_{2}} dos variables aleatorias definidas en espacios de probabilidad {\displaystyle (\Omega _{1},F_{1},P_{1})} y {\displaystyle (\Omega _{2},F_{2},P_{2})} respectivamente. Entonces un acoplamiento de {\displaystyle X_{1}} y {\displaystyle X_{2}} es un nuevo espacio de probabilidad {\displaystyle (\Omega ,F,P)} en el cual hay dos variables aleatorias {\displaystyle Y_{1}} y {\displaystyle Y_{2}} tales que {\displaystyle Y_{1}} tiene la misma distribución que {\displaystyle X_{1}}, y {\displaystyle Y_{2}} tiene la misma distribución que {\displaystyle X_{2}}.

## Ejemplos

### Caminata aleatoria
Supongamos que dos partículas A y B realizan una caminata aleatoria simple en dos dimensiones, pero comienzan en puntos distintos. La forma más sencilla de acoplarlos es simplemente obligarlos a caminar juntos. Haremos esto de la siguiente manera: en cada paso, si A sube, también B sube, si A se mueve hacia la izquierda, también B lo hace, y así con las otras direcciones. Por lo tanto, la diferencia entre las posiciones de las dos partículas permanece fija. Desde la perspectiva de A, está realizando una caminata aleatoria perfecta, mientras que B lo imita. B sostiene la versión opuesta, es decir, que él es, en efecto, el original y que A es la copia. Y en cierto sentido ambos tienen razón. En otras palabras, cualquier teorema matemático o resultado que sea válido para un paseo aleatorio regular también será válido tanto para A como para B.
Consideremos ahora un ejemplo más elaborado. Supongamos que A comienza desde el punto (0,0) y B desde (10,10). Primero, combinémoslos para que caminen juntos en dirección vertical, es decir, si A sube, B también, etc., pero son imágenes especulares en dirección horizontal, es decir, si A va hacia la izquierda, B va hacia la derecha y viceversa. Continuamos este acoplamiento hasta que A y B tengan la misma coordenada horizontal, o en otras palabras estén sobre la recta vertical (5, y). Si nunca se encuentran, continuamos este proceso para siempre (aunque la probabilidad de que eso ocurra es cero). Después de este evento, cambiamos la regla de acoplamiento. Los dejamos caminar juntos en dirección horizontal, pero siguiendo una regla de imagen especular en dirección vertical. Continuamos con esta regla hasta que se encuentren también en dirección vertical (si es que lo hacen), y a partir de ese momento, simplemente los dejamos caminar juntos.
Esto es un acoplamiento en el sentido de que ninguna partícula puede "sentir" nada de lo que hicimos. No puede "sentir" que la otra partícula la siga de una forma u otra, ni que hayamos cambiado la regla de acoplamiento o cuándo lo hicimos. Cada partícula realiza una caminata aleatoria simple. Y, sin embargo, nuestra regla de acoplamiento las obliga a encontrarse casi seguramente y a continuar juntas a partir de ese momento. Esto permite probar muchos resultados interesantes que dicen que "a largo plazo" algunas cosas se cumplen sin importar dónde empiece la caminata aleatoria .

### Monedas sesgadas
Supongamos que tenemos dos monedas sesgadas, la primera con probabilidad p de salir cara y la segunda con probabilidad q > p de salir cara. Intuitivamente, si ambas monedas se lanzan el mismo número de veces, deberíamos esperar que la primera moneda arroje menos caras que la segunda. Dicho de otro modo, para cualquier k fija, la probabilidad de que la primera moneda caiga al menos k veces en cara debe ser menor que la probabilidad de que la segunda moneda caiga al menos k veces en cara. Sin embargo, demostrar eso puede resultar difícil con un argumento de conteo estándar. El acoplamiento evita fácilmente este problema.
Sean X1, X2, ..., Xn variables indicadoras (Bernoulli)  de que salga cara en una sucesión de lanzamientos de la primera moneda. Para la segunda moneda, defina una nueva sucesión Y 1, Y2, ... , Yn tal que
- si Xi = 1, entonces Yi = 1,
- si Xi = 0, entonces Yi = 1 con probabilidad (q − p )/(1 − p).

Entonces la sucesión de Yi tiene exactamente la misma distribución de probabilidad de los lanzamientos realizados con la segunda moneda. Sin embargo, debido a que Y i depende de Xi, ahora es posible realizar una comparación tiro por tiro de las dos monedas. Es decir, para cualquier k ≤ n se cumple que
{\displaystyle \Pr(X_{1}+\cdots +X_{n}>k)\leq \Pr(Y_{1}+\cdots +Y_{n}>k).}